# Route nationale 53
La route nationale 53 (RN 53 o N 53) è stata una strada nazionale francese che partiva da Metz e terminava ad Évrange. Fa parte della Via della Libertà.

## Percorso
Dall’intersezione con la RN3 correva verso nord seguendo il corso della Mosella e toccando Maizières-lès-Metz ed Hagondange. Dopo questo troncone declassato a D953 nel 1972, nel centro di Thionville per un breve tratto torna a chiamrsi RN53. Qui aveva origine la N53bis e qui, fino al 2006, aveva inizio la strada statale 53, ma in tale anno gli ultimi chilometri furono declassati a D653. Continuando verso nord, attraversava Hettange-Grande e raggiungeva la frontiera lussemburghese presso Évrange. In seguito la strada prosegue fino alla capitale sotto il nome di nationalstrooss 3.